# Formatio Privatschule
Die formatio Privatschule beinhaltet drei Schultypen von der Grundschule bis zur Sekundarstufe II und befindet sich in der Liechtensteiner Region Oberland in Triesen. Sie ist seit 2010 eine österreichische Auslandsschule. Sie befindet sich im selben Gebäude wie die Private Universität im Fürstentum Liechtenstein und gegenüber vom Gasometer Triesen.

## Beschreibung
Nachdem der ehemalige Investor Peter Ritter mit den Bildungsangebot in Liechtenstein unzufrieden war, gründete er mit seiner Gattin Helma am 16. August 1995 die formatio Privatschule, deren Schulerhalter die „Privatstiftung Familie Ritter“ ist.  Zu der bilingualen formatio Privatschule zählt die Primarschule, die Sekundarstufe und das Oberstufengymnasium nach liechtensteinischem und österreichischem Lehrplan. Die formatio Privatschule hat zudem wegen der AHS-Oberstufe (Oberstufengymnasium) ein bilaterales Abkommen mit dem österreichischen Bildungsministerium, wobei die Schule das österreichische Lehrpersonal aussucht und bezahlt.
Der Unterricht findet bilingual mit Englisch, Französisch, Latein und Spanisch in vier Fremdsprachen statt. Die Schulzeugnisse werden vom jeweiligen Bildungsministerium in Liechtenstein, Österreich und der Schweiz anerkannt.
Die Absolventen (Maturanden) des Oberstufengymnasiums erhalten ein österreichisches Maturazeugnis, womit sie eine Studienberechtigung in der Schweiz und in der EU erhalten.

## Leitung
- 2013–2016 Peter Jirak[9]
- 2020–2022 Eva Meirer[10]
- 2022–2024 Günther Kaiser
- seit 2024 Eva-Maria Winter-De Rouin[3]